# 雷丁斯米爾 (密蘇里州)
雷丁斯米爾（英語：Redings Mill）是位於美國密蘇里州牛頓縣的村。

## 人口
根據2020年美國人口普查的數據，雷丁斯米爾的面積為0.54平方千米，當中陸地面積為0.52平方千米，而水域面積為0.02平方千米。當地共有人口164人，而人口密度為每平方千米304人。